# Белеста (Арјеж)
Белеста (фр. Bélesta) насеље је и општина у јужној Француској у региону Миди Пирене, у департману Арјеж која припада префектури Фоа.
По подацима из 2011. године у општини је живело 1084 становника, а густина насељености је износила 40,24 становника/km². Општина се простире на површини од 26,94 km². Налази се на средњој надморској висини од 494 метара (максималној 1.082 m, а минималној 475 m).

## Демографија
| 1962. | 1968. | 1975. | 1982. | 1990. | 1999. | 2011. |
| ----- | ----- | ----- | ----- | ----- | ----- | ----- |
| 1.265 | 1.330 | 1.441 | 1.386 | 1.337 | 1.179 | 1.084 |

График промене броја становника у току последњих година